# Matti Vandemaele
Mattias (Matti) Vandemaele (Kortrijk, 22 april 1981) is een Belgisch politicus voor Groen.

## Biografie
Van 2003 tot 2004 was Vandemaele coördinator van het jeugdverblijfcentrum De Warande in Kortrijk en daarna was hij van 2004 tot 2007 coördinator bij de Jeugddienst voor Maatschappelijke Participatie. Vervolgens werkte hij van 2007 tot 2009 als vrijetijdsmedewerker voor de vzw Oranje, die richt op personen met een beperking of andere maatschappelijk kwetsbare doelgroepen, en was hij van 2009 tot 2013 aan de slag als stafmedewerker voor lokaal, provinciaal en Vlaams jeugdbeleid bij het Steunpunt Jeugd. Ten slotte was hij van 2013 tot 2020 coördinator van het internationaal jeugdverblijfcentrum Peace Village in Mesen.
Matti Vandemaele werd politiek actief voor de partij Groen en was voor de partij van juli 2014 tot december 2024 gemeenteraadslid van Kortrijk, tot hij bij de gemeenteraadsverkiezingen van oktober 2024 niet meer werd herkozen.  In november 2020 ging hij als kabinetsadviseur aan de slag op het kabinet van vicepremier Petra De Sutter en van december 2021 tot juni 2024 was hij adjunct-kabinetschef. 
Bij de federale verkiezingen van 9 juni 2024 was Vandemaele Groen-lijsttrekker in de kieskring West-Vlaanderen en werd hij als dusdanig verkozen in de Kamer van volksvertegenwoordigers. Hij werd er vast lid van de commissie Binnenlandse Zaken, Veiligheid, Migratie en Bestuurszaken.